# Malonil-S-ACP:biotin-protein karboksiltransferaza
Malonil-S-ACP:biotin-protein karboksiltransferaza (EC 2.1.3.10, malonil-S-acil-nosilac protein:biotin-protein karboksiltransferaza, MadC/MadD, MadC,D, malonil-(acil-nosilac protein):biotinil-(protein) karboksiltransferaza) je enzim sa sistematskim imenom malonil-(acil-nosilac protein):biotinil-(protein) karboksitransferaza. Ovaj enzim katalizuje sledeću hemijsku reakciju
malonil-[acil-nosilac protein] + biotinil-[protein] {\displaystyle \rightleftharpoons } acetil-[acil-nosilac protein] + karboksibiotinil-[protein]
Ovaj enzim je izveden iz komponenti MadC i MadD anaerobne bakterije Malonomonas rubra.

## Literatura
- Nicholas C. Price; Lewis Stevens (1999). Fundamentals of Enzymology: The Cell and Molecular Biology of Catalytic Proteins (Third изд.). USA: Oxford University Press. ISBN 019850229X.
- Eric J. Toone (2006). Advances in Enzymology and Related Areas of Molecular Biology, Protein Evolution (Volume 75 изд.). Wiley-Interscience. ISBN 0471205036.
- Branden C; Tooze J. Introduction to Protein Structure. New York, NY: Garland Publishing. ISBN 0-8153-2305-0.
- Irwin H. Segel. Enzyme Kinetics: Behavior and Analysis of Rapid Equilibrium and Steady-State Enzyme Systems (Book 44 изд.). Wiley Classics Library. ISBN 0471303097.

## Spoljašnje veze
- Malonyl-S-ACP:biotin-protein+carboxyltransferase на 